# Ходај Бојан (Клуж)
Ходај Бојан (рум. Hodăi Boian) насеље је у Румунији у округу Клуж у општини Чану Маре. Oпштина се налази на надморској висини од 396 m.

## Становништво
Према подацима из 2002. године у насељу је живело 197 становника, од којих су сви румунске националности.